# O Sol de Oslo
O Sol de Oslo é um álbum do músico brasileiro Gilberto Gil, lançado em 1998. Exceto pelas canções "Onde o Xaxado Tá" e "Oslodum", o álbum foi gravado na cidade de Oslo, Noruega, no ano de 1994, ficando arquivado por ter sido considerado "pouco comercial" pela gravadora na qual Gil estava contratado. A equipe de músicos do álbum inclui a cantora Marlui Miranda, o norueguês Bugge Wesseltoft nos teclados, o indiano Trilok Gurtu na percussão, o os paulistas Rodolfo Stroeter no baixo e o Toninho Ferragutti nas sanfonas.

## Faixas
| N.º | Título                   | Compositor(es)                    | Duração |  |
| 1.  | "Tatá Engenho Novo"      | Domínio público                   | 3:50    |  |
| 2.  | "Mana"                   | Domínio público                   | 1:56    |  |
| 3.  | "17 na Corrente"         | Edgar Ferreira, Manoel Firmino    | 3:04    |  |
| 4.  | "Xote"                   | Gilberto Gil, Rodolfo Stroeter    | 5:43    |  |
| 5.  | "Eu Te Dei Meu Ané"      | Gilberto Gil, Marlui Miranda      | 3:03    |  |
| 6.  | "Kaô"                    | Gilberto Gil, Rodolfo Stroeter    | 6:18    |  |
| 7.  | "Ciranda"                | Gilberto Gil, Moacir Santos       | 3:20    |  |
| 8.  | "Rep"                    | Gilberto Gil                      | 2:57    |  |
| 9.  | "Onde o Xaxado Tá"       | Gilberto Gil, Rodolfo Stroeter    | 2:58    |  |
| 10. | "Língua do Pê"           | Gilberto Gil                      | 4:19    |  |
| 11. | "A Santinha Lá da Serra" | Moacir Santos, Vinicius de Moraes | 4:22    |  |
| 12. | "Ai Baiano"              | Domínio público                   | 0:33    |  |
| 13. | "Bastiana"               | Marlui Miranda                    | 4:13    |  |
| 14. | "Oslodum"                | Gilberto Gil                      | 4:02    |  |

| Faixas bônus - relançamento de 2006 |                  |                |         |  |
| N.º                                 | Título           | Compositor(es) | Duração |  |
| 15.                                 | "Músico Simples" | Gilberto Gil   | 5:06    |  |
| 16.                                 | "Watapá"         | Trilok Gurtu   | 5:23    |  |